# Джеферсън (окръг, Вашингтон)
Вижте пояснителната страница за други населени места с името Джеферсън.
Окръг Джеферсън (на английски: Jefferson County) е окръг в щата Вашингтон, Съединени американски щати. Площта му е 5657 km², а населението – 31 234 души (2017). Административен център е град Порт Таунсънд.